# حق النساء في التصويت خلال فترة الحرب الأهلية الإسبانية
حق النساء في التصويت خلال فترة الجمهورية الإسبانية الثانية، وهو حق تحقق نتيجةً للجهود المبذولة منذ منتصف القرن التاسع عشر. أُجبر كل من النساء والرجال المنادون بحق التصويت العام على مقاومة الأهداف النسوية السابقة؛ التي أولت الأهداف الاجتماعية والسياسية أولوية عليا، بما في ذلك حق الوصول إلى التعليم وحق النساء في التصويت والمساواة في الأجور. تركّز الاهتمام على قضية التصويت بالتزامن مع تطور الطبقة الوسطى وحصول النساء على المزيد من الفرص في التعليم؛ إلا أن هذا الأمر كان مرتبطًا ببعض الفلسفات الأيديولوجية المحددة، إذ لم يرتبط بحركة واسعة منادية بتحرير المرأة في أوساط الطبقة العاملة.
بُذلت العديد من المساع لمنح النساء الحق في التصويت بين عامي 1877 و1930. مُنحت النساء الحق في التصويت لمدة عامين (1924-1926) خلال فترة حكم بريمو دي ريفيرا الديكتاتوري؛ إلا أنهن لم يستطعن التصويت فعليًا بسبب تحويل الكونغرس المُنتخب إلى حكومة مُعيّنة، وبالتالي لم تجر أي انتخابات في تلك الفترة. جرت مجموعة من المحاولات التي سعت إلى إعطاء المرأة حقها في التصويت في عام 1877 و1907 و1908 و1918، إلا أن جميعها باءت بالفشل. وعلى الرغم من ذلك، أثبت كل من مرسوم بريمو دي ريفيرا الملكي والحجج المطروحة في تلك الفترة تأثيرهما الفعال خلال الفترة القادمة.
مُنحت النساء الحرية الكاملة خلال فترة الجمهورية الثانية، بما في ذلك حصولهن على الحق في التصويت بتاريخ 1 أكتوبر من عام 1931؛ إلا أن النساء لم تتمكن من التوجه إلى صناديق الاقتراع سوى مرتين: في الثاني من نوفمبر في عام 1933 ومرة أخرى في عام 1936. مُنحت النساء الحق في التصويت بالتزامن مع إصدار دستور بعد انتخابات يونيو لعام 1931. تضمّنت حركة حق النساء في التصويت بتوجّهيها نساءً يمثلن قضاياهن في واحدة من أعظم المبارزات بين البرلمانيين الإسبان؛ إذ مثّلت كلارا كامبوامور رودريغيز النساء المطالبات بالتحرر الكامل للنساء، بينما مثّلت فيكتوريا كينت سيانو ذات الميول اليسارية وجهات النظر المحافظة والجمهورية الداعية إلى منع المرأة من حقها في التصويت. زعمت كامبوامور أن وصول المرأة إلى صناديق الاقتراع هو واجب أخلاقي للكونغرس، وأن النساء الإسبانيات قد كسبن هذا الحق بعد قتالهن لصالح الجمهورية لفترة طويلة من الزمن. زعمت كينت أن النساء غير مستعدات للتصويت بعد لأنهن لم يتلقين تعليمًا كافيًا يسمح لهن باتخاذ قرارات سليمة، فهن ما زلن خاضعات لرغبات أزواجهن والكنيسة؛ دعم المحافظون هذا الموقف على الرغم من اختلاف الأسباب التي جعلتهم مناهضين لإعطاء النساء حقهن في التصويت.
لم يستطع أي من الرجال أو النساء التصويت في الانتخابات الوطنية بعد فوز فرانسيسكو فرانكو في الحرب الأهلية الإسبانية، لكنهم عادوا إلى التصويت بعد عامين من وفاته في عام 1977.

## التمهيد للجمهورية الثانية (1800-1922)
لم تتمتع النساء الإسبانيات بوضع مماثل لوضع المواطنين الرجال بين عامي 1800 و1931. امتلكت النساء الإسبانيات العازبات حقوقًا قانونيةً تفوق نظيراتهن من المتزوجات بمجرد بلوغهن سن الثالثة والعشرين. تمكنت النساء غير المتزوجات من توقيع العقود وإدارة الأعمال التجارية بأنفسهن في تلك الحقبة. تعيّن على النساء المتزوجات الحصول على موافقة أو مشاركة من أزواجهن للاضطلاع بالعديد من الأمور؛ بما في ذلك تغيير عناوينهن، والقبول بميراثهن، وحيازة الممتلكات، وإدارة المشاريع التجارية. حُرمت جميع النساء من حقهن في التصويت أو الترشح للمناصب السياسية في تلك الفترة. لعبت الكاثوليكية دورًا مهمًا في الفكر السياسي الإسباني خلال القرن التاسع عشر وأوائل القرن العشرين. اشترط الدين وجود أدوار جنسانية صارمة، ما أسفر عن اضطهاد النساء الإسبانيات وتعزيز التحيز الجنسي المتأصل في المجتمع الإسباني ككل. فرض المجتمع -من خلال الكنيسة الكاثوليكية- على المرأة دورها وحصره بالزواج وإنجاب الأطفال، إذ أصبحت المرأة كائنًا غير مرئيًا في المجتمع خارج النطاق المنزلي. غالبًا ما قوبلت انتهاكات المرأة لهذه المعايير بالعنف. 
لم يُمنح الرجال حق التصويت العام التقريبي حتى عام 1890. أُعلن عن أول تصويت بخصوص حق المرأة في التصويت في شهر مايو من عام 1877، بعد أن اقترح سبعة نواب في الكونغرس المحافظ منح النساء الحق في التصويت في حال بلوغهن السن القانونية وكونهن ربات أسر معيشية وممارسات للسلطة الأبوية. باءت هذه المبادرة بالفشل ولم يعاد النظر فيها إلا بعد مرور 30 عامًا. 
برز حق التصويت باعتباره قضيةً في المنشورات النسائية في كل من بلنسية وجزر البليار وبرشلونة في الفترة الممتدة بين أواخر العقد الأول من القرن العشرين وحتى أوائل ثلاثينيات القرن ذاته؛ اعتُبرت هذه المنشورات جزءًا من المطالب الداعية إلى تحرير المرأة من خلال التعليم والتغييرات القانونية الواسعة بهدف المحافظة على التغييرات الاجتماعية المتزامنة مع تزايد دخول المرأة إلى سوق العمل. تضمنت قائمة النساء البارزات اللواتي عبرن عن آرائهن في الصحف في هذا الصدد كل من بينيا أساس مانتيرولا، وبيلار فيرنانديز سيلفا، وكارمن غونزاليس برافو، وخواكين لاتورّيه. اهتمت الحركات النسوية عمومًا بتوفير فرص تعليم متساوية للنساء والرجال، عوضًا عن التركيز على المطالبة بحق النساء في التصويت. أسست مجموعة من النساء الرابطة النسائية العامة في عام 1897، إذ شارك في تأسيسها كل من بيلين سارّاغا وآنا كارفيا. عملت نساء أخريات على تأسيس الاتحاد النسائي في ولبة في عام 1895، والاتحاد الإقليمي في مالقة في عام 1898، وبنات التغيير في قادس في عام 1898 أيضًا. ساهمت جهود هذه النساء في منح النساء الحق في الالتحاق بالجامعات المُعترف بها من قبل الوزارة العامة في عام 1910. 
لم يرغب حزب العمالي الاشتراكي الإسباني (بّي. إس. أو. إي.) في تناول مسألة حقوق المرأة عمومًا خلال تلك الفترة، إذ نظر إلى هذه الحركة على أنها حركة برجوازية وأراد التركيز على التنظيم النقابي وحسب. لم تتعارض سياسة الحزب هذه مع سياسات الحركة الاشتراكية العالمية، التي لطالما واجهت مشاكلًا مع قضيتي النسوية وحقوق المرأة. أصدر المؤتمر الاشتراكي الدولي في دورته السابعة في شتوتغارت لعام 1907 بيانًا مناديًا بحق المرأة في التصويت، لكنّه أكد على ضرورة انبثاق الحركة من البروليتاريا شرطًا لذلك. يعود السبب في هذا الدعم المشروط إلى اعتقاد الرجال بأنه لا يمكن إعطاء المرأة حقوقها قبل منح الذكور حق التصويت العام، بالإضافة إلى اعتقادهم بأن إدراج حق النساء في التصويت ضمن مطالبهم الصريحة سيعيق من جهودهم. يعود السبب في المحدودية هذه إلى إقامة المؤتمر الدولي الأول للنساء الاشتراكيات، والذي عُقد في الوقت ذاته في نفس المبنى. 
ناقش رئيس الكونغرس أنطونيو مورا إمكانية منح النساء الحق في التصويت في ظل شروط محدودة في شهر يوليو من عام 1907، إذ اشتُرط كون المرأة أرملةً وربة أسرة معيشية ودافعة للضرائب. تبيّن أن مساع مورا المدعومة من قبل اليساريين والجمهوريين لم تكن سوى جهودًا عقيمةً، حتى تحت ظل المعايير التي اشترطت تبوؤ المرأة مكانة رب أسرة معيشية وحرمتها من إمكانية الترشح للمناصب. لم تر الأغلبية المحافظة أي حاجة اجتماعية ملحة مُتصورة لمنح النساء حق التصويت؛ ولا سيما أن العديد من المشاكل الداخلية الأكثر أهمية قد لاحت في الأفق، بما في ذلك الحرب مع المغرب والركود الاقتصادي.